# 蔡鞗
蔡鞗（1107年—？），北宋末年駙馬，太師蔡京的兒子。 
重和元年（1118年）十一月，娶宋徽宗趙佶的女儿茂德帝姬赵福金为妻，成为驸马，官宣和殿待制。蔡京请免见舅姑行盥馈之礼，诏不允。
靖康之變時，茂德帝姬被強迫改嫁金國皇次子完颜宗望，蔡鞗則隨宋徽宗一起被俘北上，长期侍奉宋徽宗。
绍兴二年（金天会十年，1132年）六月廿四日，趙佶的第十五子前沂王趙㮙与前女婿驸马刘文彦（顯德帝姬趙巧云的前夫）合謀，誣告趙佶謀反。金朝派人查问，蔡鞗挺身出面維護趙佶，并找到其他幾個皇子、前駙馬說道：“吾侪前日不死国难，二帝播迁，已有愧于前人。不意逆党出于至亲至爱之间。捐躯效命，正在今日。鞗身以贯高自处，愿诸公尽力，以徇急难。少有退避者，神明殛之。”七月，蔡鞗與宋徽宗的另一子莘王趙植出面與沂王、刘文彦对辨，三天后，沂王、刘文彦气折，金人将他們诛杀。